# Ad Majorem Sathanas Gloriam
Ad Majorem Sathanas Gloriam este cel de-al șaptelea album de studio al formației Gorgoroth. Pentru melodia "Carving A Giant" s-a filmat un videoclip, primul și până în prezent unicul videoclip realizat de Gorgoroth; în videoclip este recreat aranjamentul scenic de la controversatul concert din Cracovia, Polonia. Este ultimul album de studio cu Gaahl și King ov Hell.
Titlul provine de la deviza ordinului iezuiților  Ad Maiorem Dei Gloriam (Pentru o mai mare glorie a lui Dumnezeu); prin înlocuirea lui Dei cu Sathanas această sintagmă se transformă în Pentru o mai mare glorie a lui Satan. Coperta este un detaliu al picturii Dante și Virgiliu în Infern (1850) realizată de pictorul francez William-Adolphe Bouguereau.
Revista Terrorizer a clasat Ad Majorem Sathanas Gloriam pe locul 18 în clasamentul "Cele mai bune 40 de albume ale anului 2006".

## Lista pieselor
1. "Wound Upon Wound" - 03:32
2. "Carving A Giant" - 04:12
3. "God Seed (Twilight Of The Idols)" - 04:16
4. "Sign Of An Open Eye" - 04:06
5. "White Seed" - 04:39
6. "Exit" - 03:33
7. "Untamed Forces" - 02:39
8. "Prosperity And Beauty" - 04:54

## Personal
- Infernus - chitară
- Gaahl - vocal
- King ov Hell - chitară bas
- Frost - baterie (sesiune)